# El templo del alba
El templo del alba (暁の寺; Akatsuki no tera) es una novela del escritor Yukio Mishima publicada en 1970. Se trata de la tercera obra de la tetralogía El mar de la fertilidad considerada habitualmente el testamento ideológico y literario del autor japonés.

## Argumento
Con los indicios de la Segunda Guerra Mundial como telón de fondo, el abogado Shigekuni Honda es un reconocido especialista en derecho internacional. Por causa de su trabajo debe realizar un viaje a Tailandia donde conoce a la princesa Ying Chan que tiene solo seis años. En ella ve la reencarnación de su gran amigo Kiyoaki Matsugae, quien ya apareciera en las novelas previas de la tetralogía. Tras acudir posteriormente a la India, Honda intuye las raíces del primitivo espíritu nipón a través de los rituales brahmánicos de la vida y de la muerte, de la transmigración y de la purificación. 
Tras la derrota de Japón en la guerra Honda gana un complejo caso en el que una comunidad litiga por sus tierras y, a cambio, recibe una fortuna. Con 56 años ya no necesita trabajar y se vuelve un hombre rico. En esa condición aspira a volver a encontrarse con el espíritu del Japón milenario con la serenidad que le da la madurez de la vida y desde su actitud de voyeur. La princesa Ying Chan, que tiene 19 años, estudia en Japón y Honda está obsesionado por ella. La quiere tener, y hace todo lo que está a su alcance para lograrlo, relacionándose con un grupo de mujeres y hombres occidentalizados. Son expresiones de la decadencia espiritual de las costumbres y la cultura japonesa. Del Japón milenario, severo y profundo, tierra de samuráis y del código del honor que vivía sólidamente anclado en sus tradiciones ya no queda nada. Después de la derrota, Japón con rapidez se ha transformado en otro país, y la cultura occidental empieza a permearlo todo, cambiando las costumbres o la manera de vestir. 

## Análisis
De los cuatro títulos que integran la tetralogía en El templo del alba Mishima expone, con mayor crudeza, su ansia de belleza y perfección. A lo largo de la novela el autor muestra un estudio de las diversas teorías sobre reencarnación en las distintas escuelas budistas y en las religiones de la India.  